# Хоэнтюбинген
Замок Гогентюбинген, в стиле Возрождения, или Хоэнтюбинген (нем. Schloss Hohentübingen) — ренессансная резиденция герцогов Вюртембергских на холме (на отроге горы), в центре города Тюбинген, (Баден-Вюртемберг), где с 1994 года находится музей Тюбингенского университета, ранее библиотека.

## История
Тюбинген впервые упоминается в летописях в 1078 года, когда в ходе борьбы за инвеституру император Германо-римской империи Генрих IV осадил здешний замок, в другом источнике указано что предположительно замок Хоэнтюбинген был построен около 1037 года, согласно М. Вайсу, «... каменные валы ... были возведены, однако, только в течение XII — XIII веков, до этого замок был окружен только деревянным частоколом». В Средние века замок служил резиденцией графов, а затем пфальцграфов Тюбингенских являясь столицей пфальцграфства Тюбинген. Постепенно пфальцграфы запутались в долгах и в 1342 году продали Тюбинген графам Вюртемберга.
В XIV—XV веках Тюбингенский замок служил одной из трёх основных резиденций вюртембергских правителей, наряду со Штутгартом и Урахом. Полностью перестроен в 1509—1519 и в 1534—1550 годах по указанию герцога Ульриха на основе ренессансного проекта Хайнца фон Людера. В другом источнике указано что в 1450 году герцог Ульрих закончил строительство замка Гогентюбинген. Работы завершил в начале XVII века герцог Фридрих.
В 1607 году на входе в замок появились ворота с резным порталом (работа Кристофа Йелина).
После битвы при Нердлингене герцогская резиденция была разграблена баварцами (которые украли и увезли библиотеку герцогов в Мюнхен, в придворную библиотеку) и пришла в запустение. В 1647 году Гогентюбинген пострадал во время осады французами, французские войска осадили замок, взорвав при этом одну из угловых башен. В конце XIX века проведена комплексная реставрация с поновлением и дополнением ренессансного декора.
В 1817 году Иоганном Готлибом фон Боненбергером северо-восточная башня замка была принята и считалась картографической нулевой точкой Вюртембергского королевства, от которой И. Г. Боненбергер измерял все географические расстояния в королевстве.

## Современное использование
В замке находится Музей древних культур, основанный в 1994 году и открытый для посещения с 1997 года, а также Музей культур мира. Оба являются частью музея Тюбингенского университета (нем.). Выставлена часть учебных коллекций университета по древней истории, египтологии, древнему востоковедению, классической нумизматике, этнологии и классической археологии (копии и оригинальные экспонаты). Жемчужина коллекции — выполненная из бивня мамонта фигурка лошади ориньякской культуры (около 40 000 лет), найденная в пещере Фогельхерд.
На территории замка находится также часть факультета культурологии.

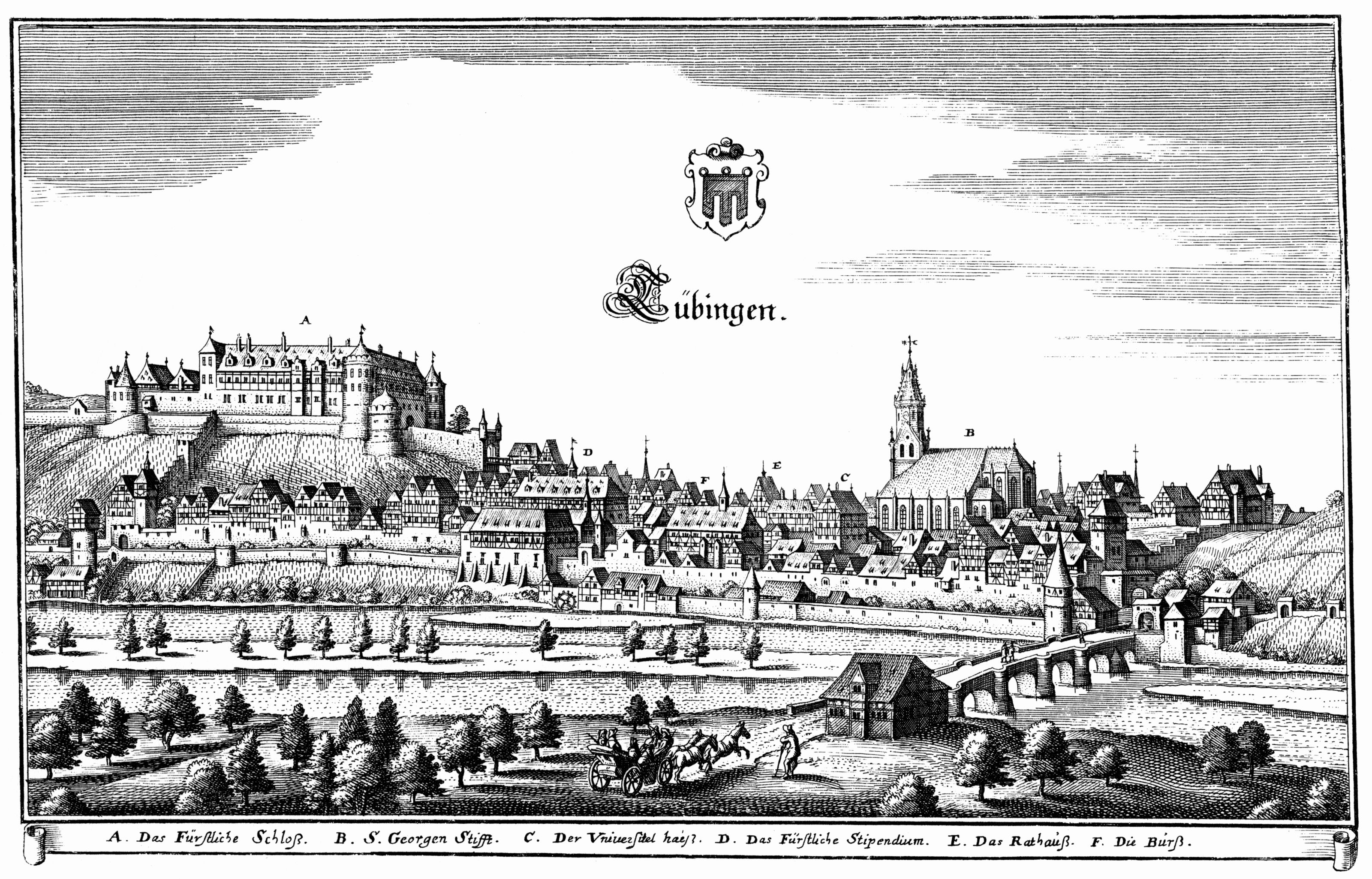
Замок и город на гравюре Маттеуса Мериана, 1643 год.
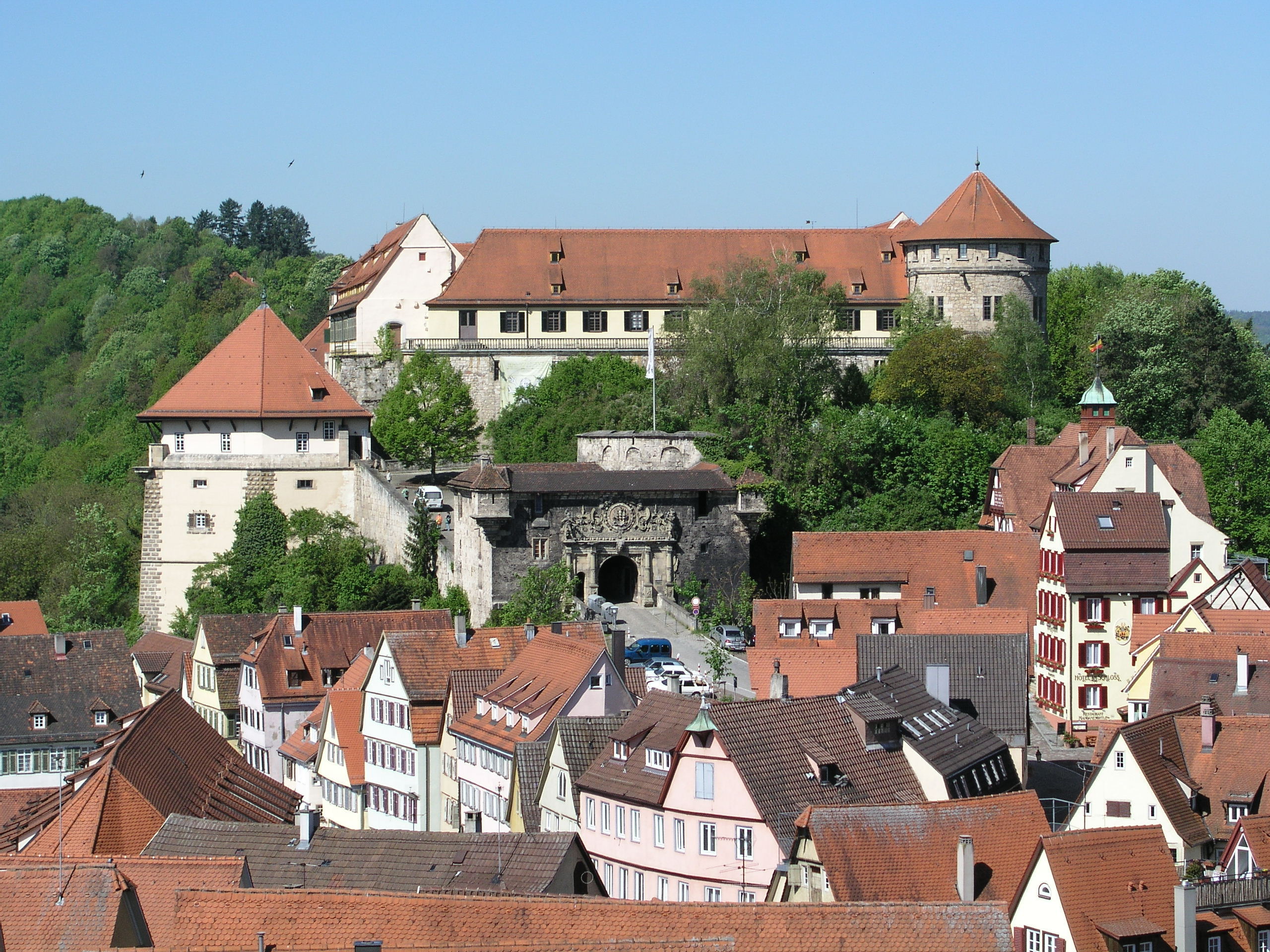
Замок и город, 2005 год.
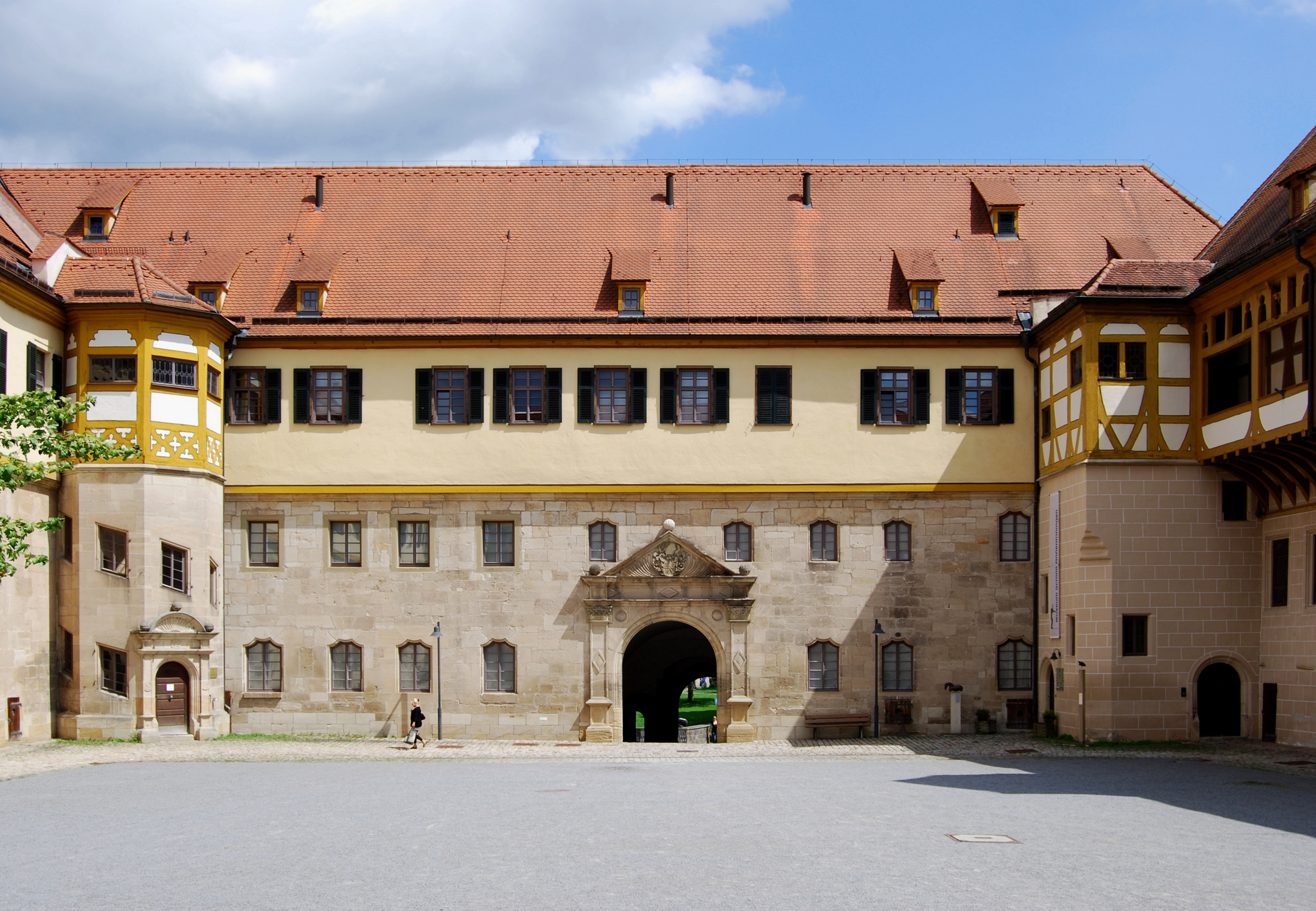
Внутренний двор.
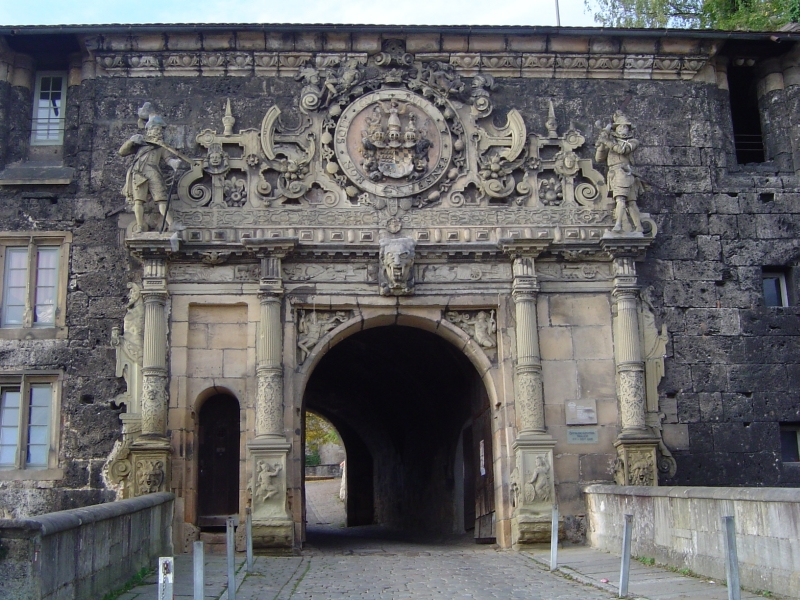
Ворота (вход) с резным порталом, работа Кристофа Йелина.
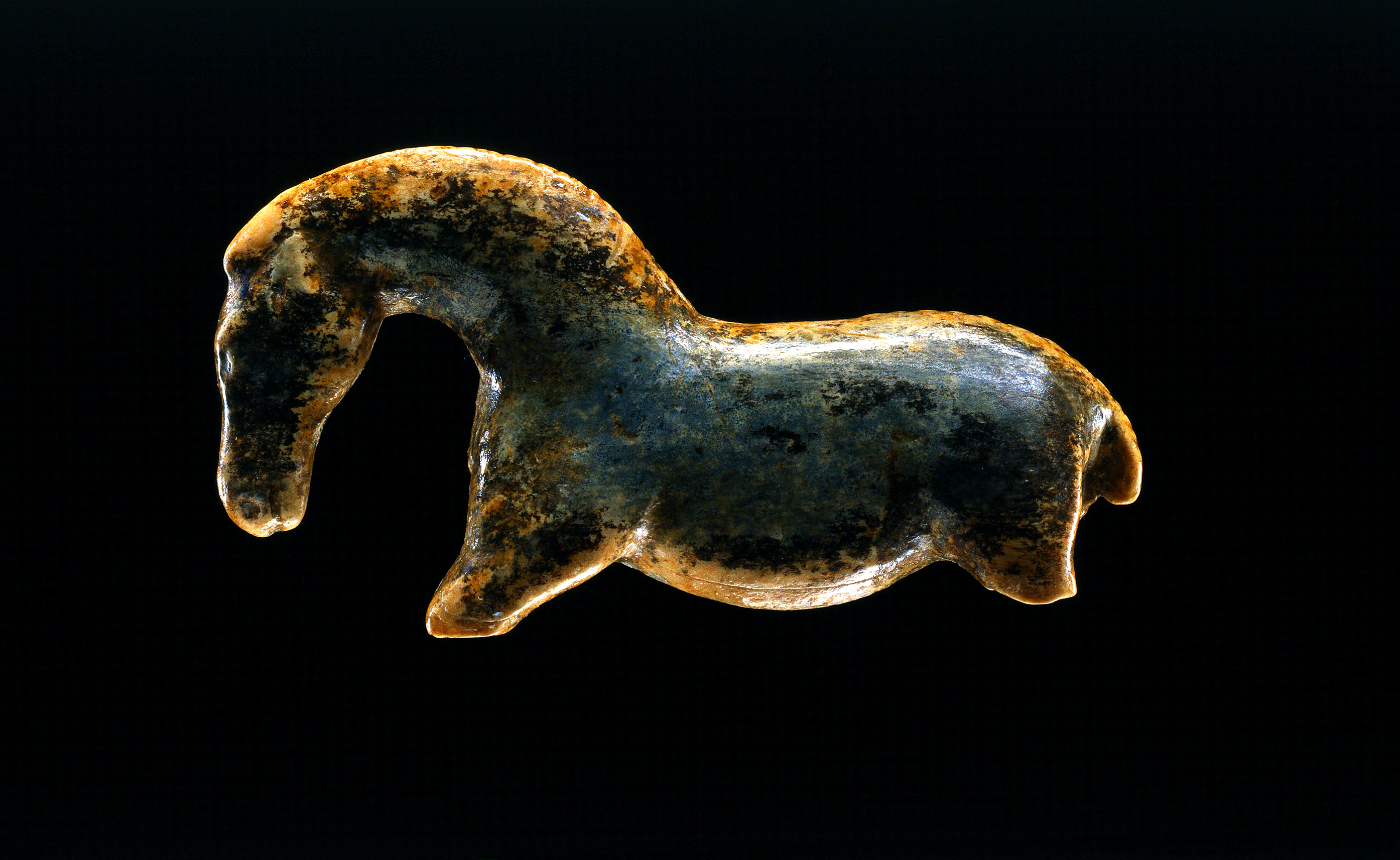
«Лошадь из Фогельхерда».